# Пряжевская икона Божией Матери
Пря́жевская икона Божией Матери — местночтимая чудотворная икона Божией Матери, наиболее известный чтимый список которой находится в Горнальском Свято-Николаевском Белогорском мужском монастыре.

## История иконы
Икона древнего византийского письма была явлена в конце XVII или в начале XVIII века. О древности иконы свидетельствуют надписи в церковных книгах села Пряжева, находящегося недалеко от города Житомира. Поэтому и икона именуется Пряжевской. 
Из появившихся позднее списков иконы наибольшую известность приобрёл находящийся в Белогорской Николаевской пустыни. Белогорская Николаевская пустынь, основанная в 1672 году иеромонахами разорённого татарами Дивногорского монастыря Воронежской губернии, была закрыта в 1788 году в силу политических обстоятельств. Преображенский собор пустыни был обращён в приходскую церковь ближайшей слободы Горнали. По преданию, после этого в бывшем монастырском храме стали совершаться чудесные явления: несмотря на то, что после богослужения все свечи аккуратно гасились, на утро некоторые из них находили горящими. Это повторялось много раз, пока не обретена была Пряжевская икона Божией Матери.
«Некоему богобоязненному живописцу Ивану Белому открыто свыше, чтобы он достал древнюю икону Божией Матери, писанную на полотне и скрытую за иконостасом уцелевшей ещё монастырской церкви и тщательно обновил её, оставив только неприкосновенно совершенно сохранившиеся лики Приснодевы и Предвечнаго Младенца. О происхождении и существовании этого образа никто дотоле не знал, но он действительно обретён там, где указано и обновлён так, как повелено было в откровении», — писал в 1862 году игумен Нестор. Иван Белый был болен, но, когда он вместе со священником и дьячком нашёл за иконостасом икону и отслужил молебен, то получил исцеление. С тех пор начали совершаться чудеса. Исцеление благочестивого суджанского купца Косьмы Купреева стало причиной восстановления монастыря. Купцу во сне было повелено отправиться в закрытый Белогорский монастырь и отслужить перед иконой молебен. По исцелении Косьма вместе с сыновьями Федором и Владимиром стали хлопотать об открытии обители. Высочайшим повелением 24 августа 1863 года было разрешено восстановить монастырь под названием Белогорская Николаевская пустынь. Косьма с сыновьями вошли в число первых монахов. По восстановлении обители, известность и почитание чудотворной иконы всё возрастали. В посвящение спасению царя Александра II при покушении в Париже с 1867 года, в Вознесение до второго праздника Пресвятой Троицы крестным ходом икону стали переносить в город Мирополье. Позже в память спасения Августейшего семейства при крушении поезда происходил второй Крестный ход в город Суджу. От Успения Пресвятой Богородицы до Рождества Пречистой икона посещала все слободы и сёла уезда. В Судже существовала монастырская Александро-Невская часовня, где Пряжевская икона Божьей Матери пребывала, когда её переносили туда крестным ходом.

## Местонахождение
Изначально икона находилась в Белогорской Николаевской пустыни. После закрытия большевиками монастыря, икона Божией Матери, уцелевшими от бандитских нападений и расстрелов монахами была унесена в город Суджу. В 1996 году при инвентаризации в Свято-Троицком храме городе Суджы на иконе, числящейся в описи как «Смоленская», было замечено несовпадение лика и ризы, закрывающей изображение. При обращении к архивным данным подтвердилось, что образ, находящийся под ризой, является иконой Божией Матери «Пряжевская». 
Сейчас список иконы находится в возрождённом Горнальском Свято-Николаевском Белогорском мужском монастыре, как называется в настоящее время Белогорская пустынь.

## Крестный ход на территорию Украины
С 17 октября 1996 году возобновлена традиция крестных ходов с Пряжевской чудотворной иконой в бывшую Горнальскую обитель, на территории которой тогда находилась спецшкола-интернат. В 2001 году монастырь был возвращён Русской православной церкви и сейчас восстанавливается. В 2002 году был возрождён крестный ход в украинское Мирополье, это был единственный крестный ход, совершаемый за государственную границу России.

## Чудеса
Верующие возносят молитвы перед образом Пресвятой Богородицы «Пряжевская», прося исцеления от различных болезней. На иконе находятся вотивные украшения, в знак благодарности от верующих за исцеления.

## Другие списки
Списки иконы также имеются: в Спасо-Преображенском кафедральном соборе Житомира, и в Тригорском мужском монастыре, расположенном в 25 километрах на юго-запад от Житомира.

## Празднование
Дни празднования Пряжевской иконе – 29 июня (12 июля), а также в десятую пятницу после Пасхи.